# Emotional.fr–Tornatech–GSC Blagnac VS31
Emotional.fr–Tornatech–GSC Blagnac VS31 (UCI Team Code: ETB) — канадская профессиональная женская шоссейная велокоманда, выступающая в элитных шоссейных велогонках.

## История команды
Команда несколько раз меняла статус с профессиональной UCI Women's Team на любительскую, и наоборот. Впервые она стала профессиональной после создания, в 2008 году, затем в 2014 стала любительской, в 2017 снова стала профессиональной, в 2018 году — любительской, а с 2020 года — профессиональной женской континентальной командой.

## Главные победы
2008
Гран-при Шамбери, Софи Крё
Приз города Мон-Пюжоль, Беатрис Тома
Критериум в Шамбери, Софи Крё
Ле-Пре-Сен-Жерве, Беатрис Тома
Критериум в Сержи, Сандрин Бидо
Классика Вьенна Новая Аквитания, Леда Кокс
2009
2-й  и 3-й этапы Tucson Bicycle Classic, Джоэль Нуменвиль
4-й этап Трофи д’Ор, Беатрис Тома
5-й этап Трофи д’Ор, Джоэль Нуменвиль
2011
Терме Кассеейеномлоп, Кристине Маерус
2013
Агуаскальентес, Командная гонка преследования, Стефани Роорда
Агуаскальентес, Гонка по очкам, Катажина Павловска
Гвадалахара, Командная гонка преследования, Стефани Роорда
Агуаскальентес, Гонка преследования 3км, Катажина Павловска
3-й этап Тура Бретани, Катажина Павловска
Тур Лимузена, Катажина Павловска
3-й и 4-й этапы, Катажина Павловска
Простеёв, Гонка по очкам, Катажина Павловска
Прушкув, Скрэтч, Катажина Павловска
Лос-Анджелес, Командная гонка преследования, Стефани Роорда
2017
Франкофонские игры, Групповая гонка, Полин Аллин

## Руководство
В 2017 году спортивным директором команды и представителем команды в UCI был Жерар Пенарройя. В 2013 году он руководил той же командой под названием GSD Gestion-Kallisto. Его заместителем был Жан-Кристоф Барботен.
В 2020 году представителем команды в UCI был Жерар Пенарройя, а менеджером команды — Даниэль Федон.